# 大盗 (1972年电影)
《大盗》，是1972年丁善玺执导、王羽等出演的电影作品，该电影主要讲述盗贼团首领通过一些方式，加入了革命军，反抗军阀的故事。

## 電影內容
一个盗贼团首领因为和军阀看上了一个戏子而大打出手，同时他也因为讨厌军阀欺压民众，于是在这位伪装成革命军的戏子的推荐下，参加了反抗军阀的革命军的队伍。

## 演员
- 王羽
- 郭小庄
- 张冲
- 田野
- 易原
- 崔福生
- 魏苏
- 韩苏
- 薛汉
- 龙飞
- 山茅
- 王宇

## 備註
1. ↑  黄仁. . 2004年.
2. ↑  . 1988年.
3. ↑  Bill Palmer, Karen Palmer, Ric Meyers. . 1995年.
4. ↑  . 1987年.

## 外部連結
- 豆瓣电影上《大盗》的資料 （简体中文）
- 香港影庫上《大盗》的資料（繁體中文）
- 互联网电影数据库（IMDb）上《大盗》的资料（英文）
- 爛番茄上《大盗》的資料（英文）
- 观看地址 （页面存档备份，存于）